# Vieux-Vy-sur-Couesnon
Vieux-Vy-sur-Couesnon (Bretón: Henwig-ar-C'houenon) es un pueblo en el oeste de Francia, situado en la frontera de Bretaña, en el río Couesnon.

## Demografía
| 1023 | 941 | 928 | 835 | 863 | 861 |
| Para los censos de 1962 a 1999 la población legal corresponde a la población sin duplicidades (Fuente: INSEE [Consultar]) |     |     |     |     |     |

## Geografía
Vieux-Vy-sur-Couesnon está a 33 km en el nordeste de Rennes y a 35 km al sur de Mont Saint-Michel.
Las comunas fronterizas son Romazy, Chauvigné, Saint-Christophe-de-Valains, Saint-Ouen-des-Alleux, Mézières-sur-Couesnon, Gahard, y Sens-de-Bretagne.

## Historia
El nombre Vieux-Vy-sur-Couesnon probablemente proviene del latín Vetus Victus, "viejo mercado de la ciudad." El pueblo tiene el mismo nombre desde 1063.

## Economía

### Industria
- Se empezó a explotar una mina de plata en un sitio llamado Brais en el siglo XIX. La mina se cerró en 1956.
- Una cantera de granito aun funciona en el noreste, no muy lejos de las antiguas minas.

## Transporte
El pueblo sólo dispone de parada en una ruta de autobús la, línea Rennes/Antrain.